# Dendrochilum prodigiosum
Dendrochilum prodigiosum är en orkidéart som beskrevs av Oakes Ames. Dendrochilum prodigiosum ingår i släktet Dendrochilum och familjen orkidéer. Inga underarter finns listade i Catalogue of Life.